# Wólka Hamulecka
Wólka Hamulecka (ukr. Воля-Гомулецька, Wola-Homułećka) – wieś na Ukrainie, w obwodzie lwowskim, w rejonie lwowskim (wcześniej w rejonie żółkiewskim). W 2023 roku liczyła 404 mieszkańców.
W 1899 r. urodził się tu Aleksander Kassaraba, żołnierz Armii Krajowej, w okresie II wojny światowej dowódca polskiej samoobrony we wsi Kościejów, zamordowany w 1946 r. przez władze komunistyczne.